# Kilsdonkse Molen
De Kilsdonkse Molen is een unieke combinatie van een watervlucht-korenmolen en een watergedreven oliemolen. De korenmolen heeft een conisch ondergedeelte met daarboven een bijna cilindrisch gedeelte, dat bij de restauratie is hersteld met witte IJsselsteentjes. De molen heeft twee onderslag-waterraderen, die aan elkaar kunnen worden gekoppeld. De molen staat ten zuidoosten van Dinther, aan de Kilsdonkseweg aan de voormalige waterloop van de Aa.

## Geschiedenis
De molen van Kilsdonk is al heel erg oud. Reeds in 1433 werd de watermolen genoemd. Vroeger was er sprake van twee watermolens. De molens staan aan weerszijden van de molenloop, de oude, kronkelende waterloop van de later rechtgetrokken Aa. De molenloop begint net voor de stuw in de Aa. Via de molenloop en de molenkolk stroomt het water een stuk verderop weer in de Aa. Op de ene oever van de molenloop staat de korenmolen en op andere de oliemolen.
In de rivier de Aa waren echter nogal wat waterafvoerproblemen. Wanneer er overstromingen waren, resulteerde dat in de gemeenten langs het Aa-dal tot schade aan de gewassen. Al in 1491 werd daarom bepaald dat de molens alleen in de winter mochten malen, zodat de afvoer van het rivierwater de rest van het jaar onbelemmerd doorgang kon vinden.
Deze regeling gold tot 1799. Toen werd de molen door de heer van Heeswijk verkocht. De nieuwe molenaar wilde in tegenstelling tot de oude regeling wél malen in de zomer. Hij vroeg daarom toestemming om een windmolen te mogen bouwen. De molen werd daarop in 1813 voorzien van een gevlucht, van wieken. Zo ontstond er naast de oliemolen die op waterkracht werkte, een korenmolen die zowel door wind als water kon worden aangedreven. In de korenmolen werd rogge en boekweit gemalen, en in de oliemolen werd koolzaad tot spijsolie en veevoer geslagen. In 1840 brandden beide molens af, waarna ze in steen werden herbouwd. In de vernieuwde molens, die in 1842 weer in bedrijf werden gesteld, werden veel ijzeren en stalen onderdelen verwerkt. De afwateringsproblemen bleven voortbestaan en met name op de landerijen in de toenmalige gemeente Veghel, waarvan de gemeentegrens bij de Kilsdonkse watermolen lag, was er wateroverlast. De gemeente kocht daarop in 1880 de molens en verwijderde de twee waterraderen en de molenstuw. Het afwateringsprobleem was daarmee verholpen. Gevolg was wel dat het molengebouw in verval raakte.
In 1882 werd een gedeelte van de oliemolen als woning gebruikt. Zo'n 45 jaar later kwam de korenmolen, die nu alleen nog op windkracht maalde, in eigendom van de familie Potters. Toen de molenstenen door motoren werden aangedreven en het gevlucht niet meer werd gebruikt, raakte de molen steeds verder in verval. In 1954 werden ten slotte de kap, de stelling en een deel van het metselwerk verwijderd en werd de oliemolen tot veevoedermaalderij omgebouwd. Hierna heeft de familie Potters verder verval van de molen voorkomen, maar later heeft het verval opnieuw toegeslagen.
Uiteindelijk zijn in de 21e eeuw de molens gerestaureerd en weer maalvaardig gemaakt, waarbij een nieuwe zijtak van de Aa werd gegraven voor de aandrijving van het dubbele rad. In november 2008 was de restauratie gereed.

## Stichting 'De Kilsdonkse Molen'
In 2003 werd de stichting 'De Kilsdonkse Molen' opgericht met als doel het molencomplex volledig te herstellen, weer in gebruik te nemen en een actieve rol te laten vervullen op gebied van cultuurhistorie, educatie en recreatie.
De Stichting 'De Kilsdonkse Molen' heeft de Brabantse Cultuurprijs 2011 gewonnen. Hiervoor kreeg de molen een plaquette.

## Restauratie

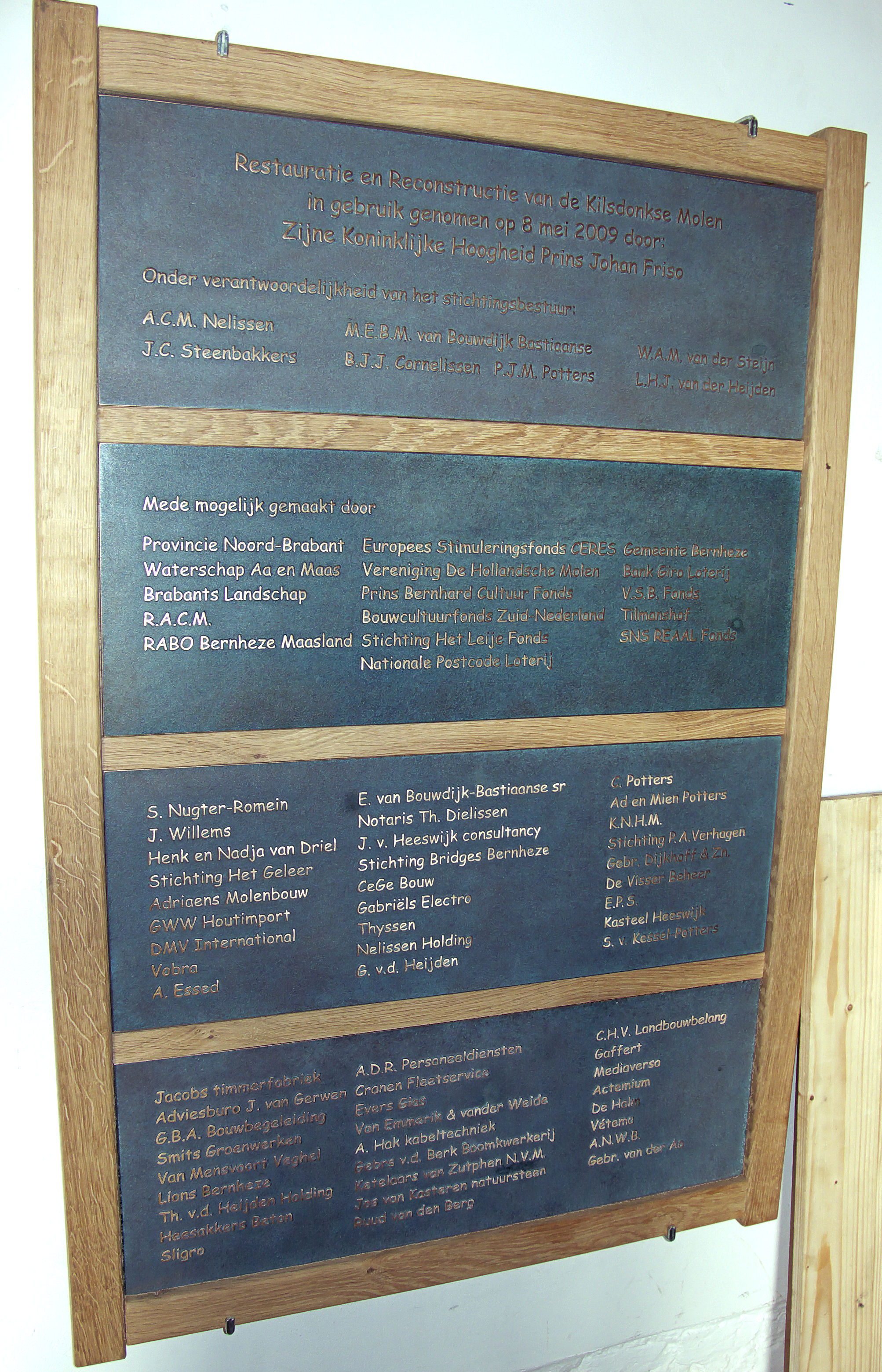
Restauratie deelnemers

Van diverse landelijke, provinciale en plaatselijke overheden, organisaties, fondsen en sponsoren zijn subsidies ontvangen. Zelfs vanuit de Europese Gemeenschap werd een groot bedrag toegekend. Ook de plaatselijke en regionale zakenwereld en particulieren hebben ertoe bijgedragen dat het benodigde bedrag van € 2,2 miljoen bijeen kwam.
- Begin 2007: Herinrichting van rivier de Aa met een omleiding vanaf de stuw naar de molens.
- April 2007 - 2009: Mijlpalen van de restauratiewerkzaamheden;
  - Plaatsen van gaande werk van oliemolen
  - Plaatsen van kap en gaande werk van korenmolen
  - Steken van roeden van korenmolen
  - Aansluiten van molens op rivier de Aa
  - Oplevering en feestelijke in gebruikstelling van de molens

Op 8 mei 2009 heeft ZKH prins Friso de Kilsdonkse molen officieel in gebruik gesteld.
Bij de restauratie is veel aandacht besteed aan details, zo zijn er vierkante moeren in plaats van zeskante gebruikt en zijn de vloerplanken gespijkerd met op smeedijzeren spijkers lijkende spijkers.

## Inrichting korenmolen
In de korenmolen staan twee maalkoppels, een koppel met blauwe stenen en een koppel met kunststenen. De kunststenen hebben een gatenscherpsel. Het linkse maalkoppel met kunststenen heeft een tweetaksrijn met pennetjeswerk. Het koppel blauwe stenen een bolspil. Doordat de molenromp vrij smal is zijn de muren ter plaatse van de maalkoppels gedeeltelijk uitgehakt. De maalkoppels kunnen zowel door de waterraderen als door het gevlucht worden aangedreven. Onder in de molen zit op de wateras een mechanisme om het waterwiel tegen het conische, ijzeren wiel op de koningsspil te schuiven. De bovenschijfloop kan van de koningsspil d.m.v. 4 pennen worden losgekoppeld, waardoor de wieken niet mee draaien als de maalkoppels door de waterraderen aangedreven worden. De staven van de rondsels van de korenmolen zijn van hout. De twee waterraderen kunnen afhankelijk van de benodigde kracht al dan niet aan elkaar gekoppeld worden. Hiervoor zit tussen de twee waterraderen op de wateras een koppeling.
De kap van de molen is met dakleer gedekt en heeft voor het op de wind zetten van het gevlucht een voor Nederland uniek kettingkruiwerk. Bij de bouw in 1842 werd een kettingkruiwerk aangebracht dat later werd vervangen door een staartkruiing. Nu is dus de oorspronkelijke toestand weer hersteld. De kap draait op een Engels kruiwerk.
Het gevlucht is 20,80 m lang en heeft een oudhollands wieksysteem. De roewiggen zijn in de askop met bouten vastgezet in plaats van spitijzers en wiggen.
De molen heeft voor het vangen (stilzetten) een scharnierende Vlaamse vang met vier vangstukken.
Het luien (ophijsen) gebeurt met een sleepluiwerk.

## Inrichting oliemolen
De oliemolen heeft een voorslag en naslag. Het voorslag- en naslagblok en de zes stamperpotten zitten in dezelfde eikenbalk. Voor het fijnwrijven van het oliehoudende zaad zijn er de twee kantstenen. Tussen de kantstenen zit een waterbakje voor het bevochtigen van het zaad. De 16 m lange wentelas is een eikenhoutenas met stalen spaken. Oorspronkelijk is de wentelas waarschijnlijk van staal geweest. Het aswiel drijft via een tussenrondsel het wentelaswiel aan. Het rondsel op de wentelas drijft het steenwiel aan. Bij één omwenteling van de wentelas worden de heien twee keer en de stampers drie keer gelicht. Voor de aandrijving van de roermessen van de twee vuisters via de overbrengers en de kroonwieltjes zitten er op de wentelas twee kransen. De heien en stampers zijn van hout van de haagbeuk gemaakt.
De oliemolen heeft twee oliekelders gehad, waarvan de restanten nog zichtbaar zijn doordat ze met glasplaten zijn afgedekt.
Het steenwielrondsel en tussenrondsel hebben ijzeren staven in plaats van houten.
De Kildonkse olieslagers persten in 2009 olie uit lijnzaad, raapolie en zonnebloemolie, sinds 12 december 2009 ook walnotenolie.

## Afbeeldingen

### Korenmolen en waterraderen

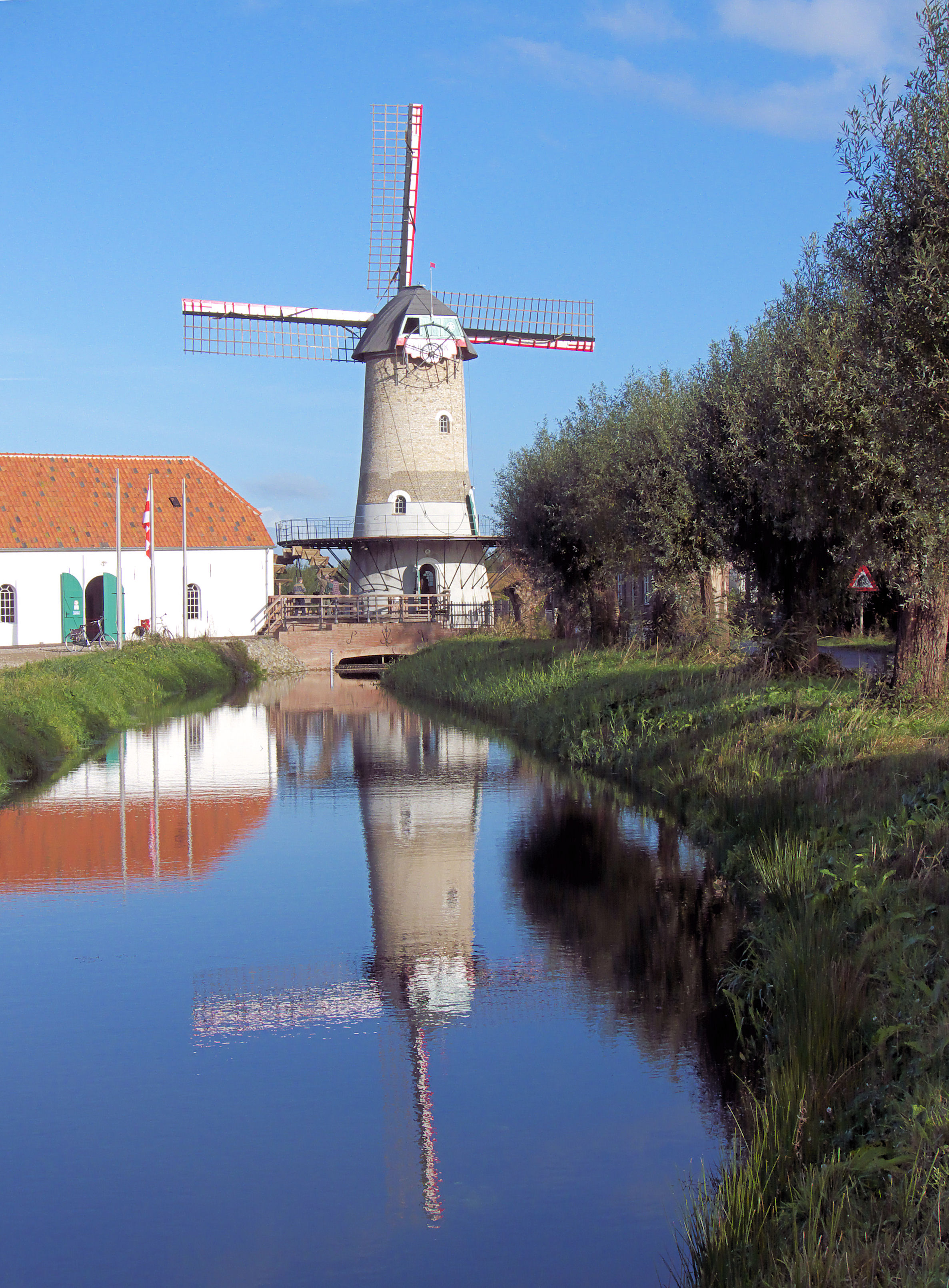
Molenloop (voorzijde waterraderen)
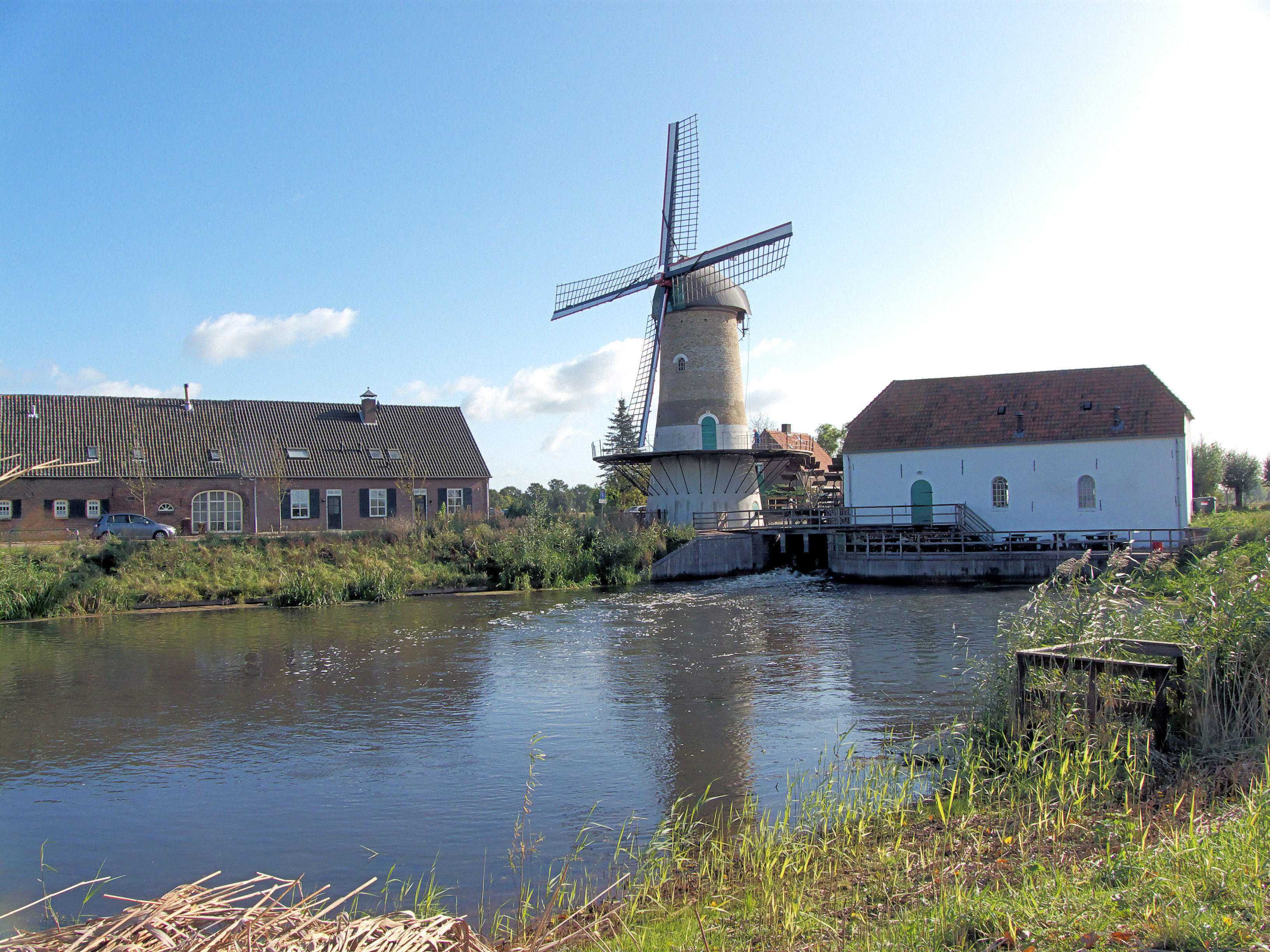
Molenkolk (achterzijde waterraderen)
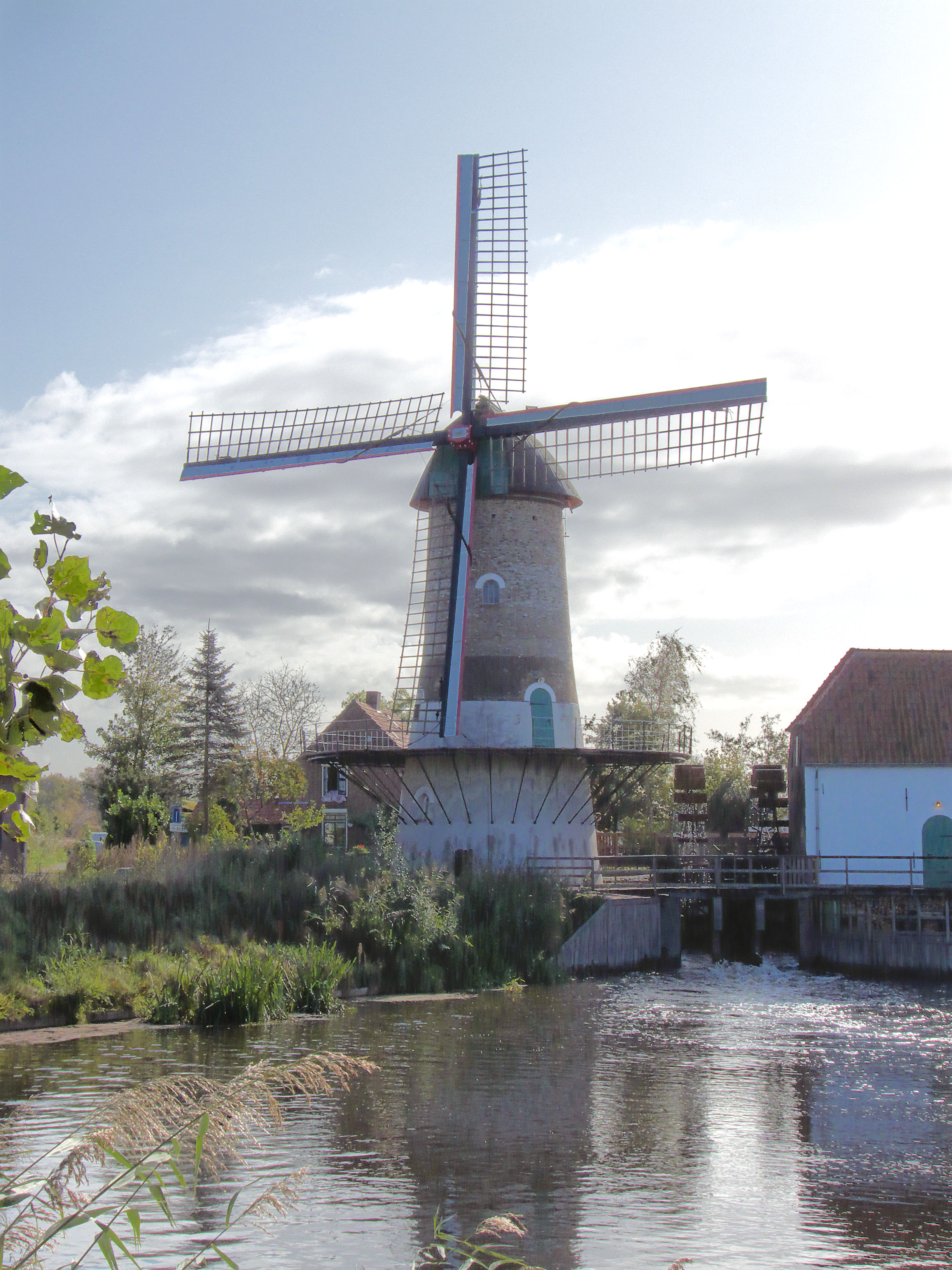
Met molenkolk
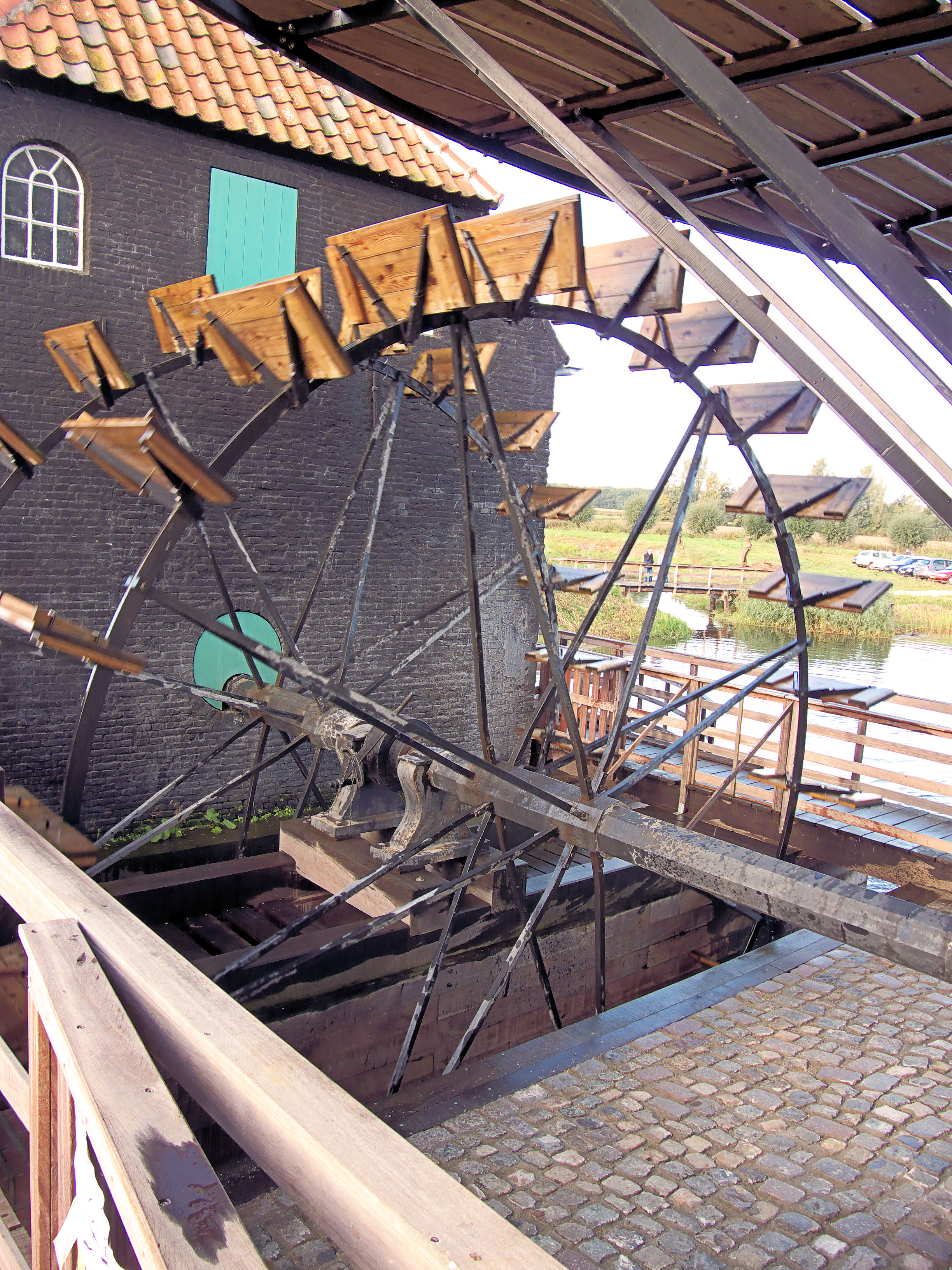
De gekoppelde waterraderen
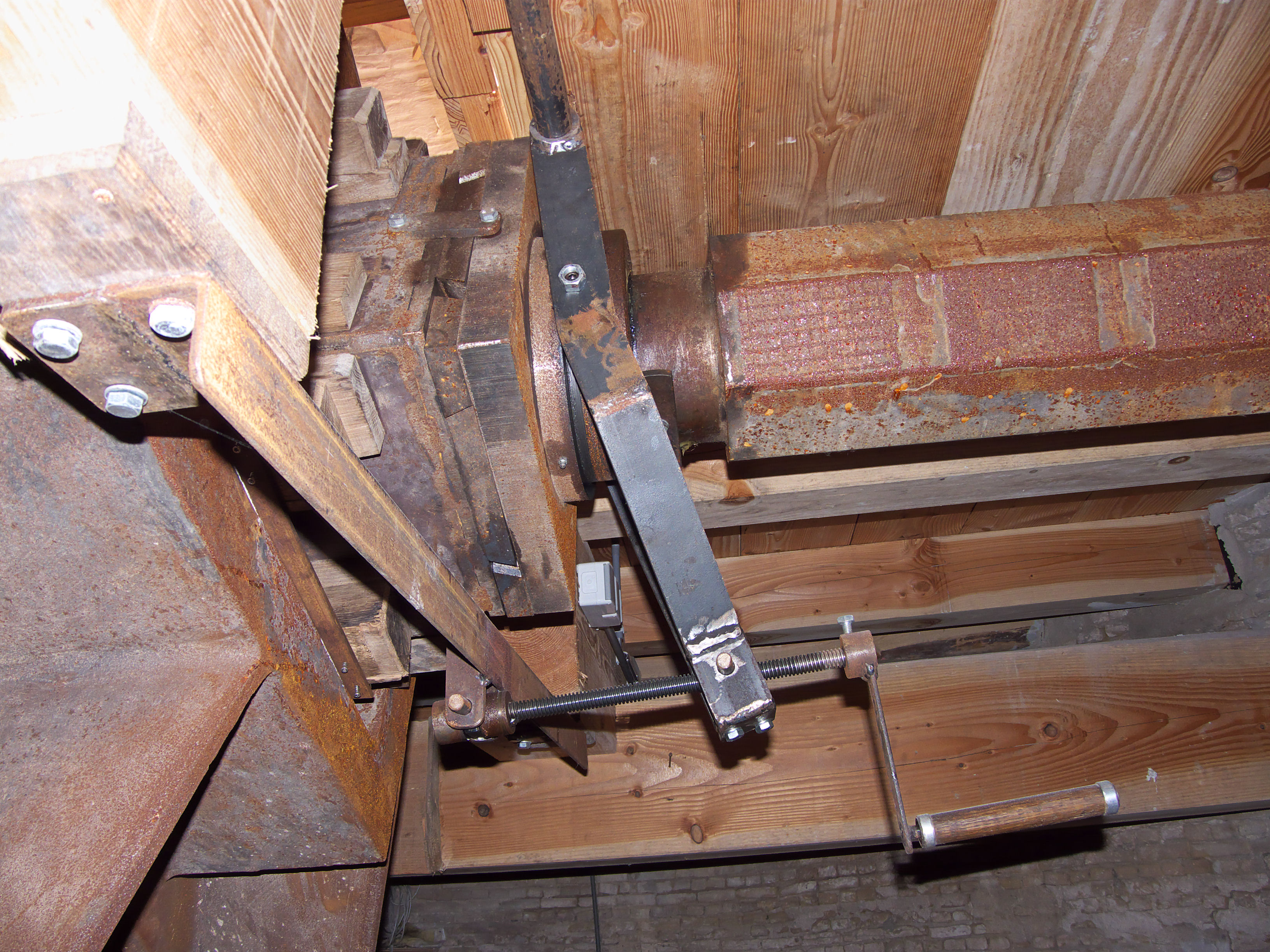
Mechanisme voor het koppelen van de wateras aan de koningsspil van de korenmolen
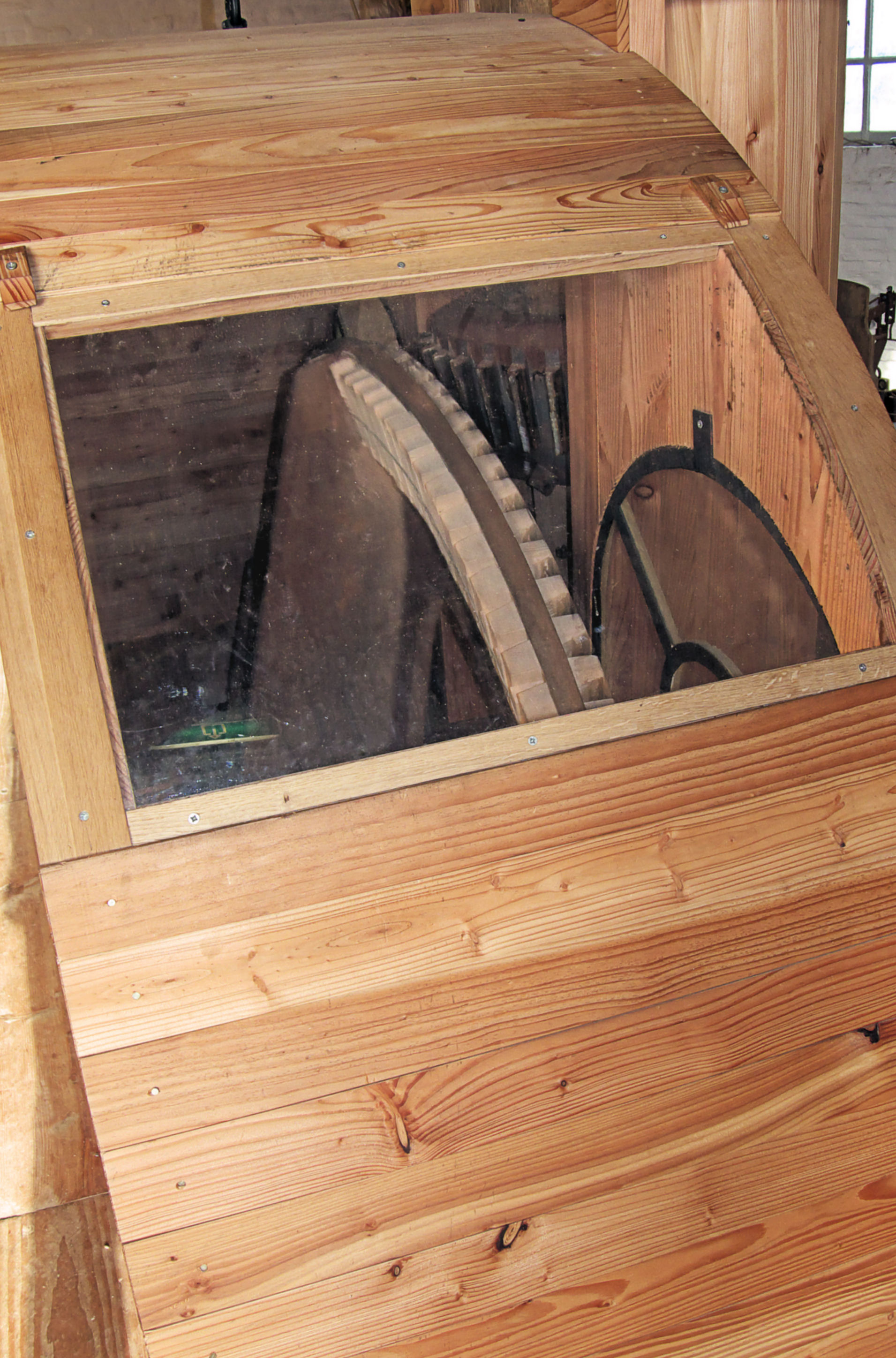
Waterwiel met aandrijving koningsspil. Op waterwiel houten kammen en op koningsspil ijzeren tandwiel.
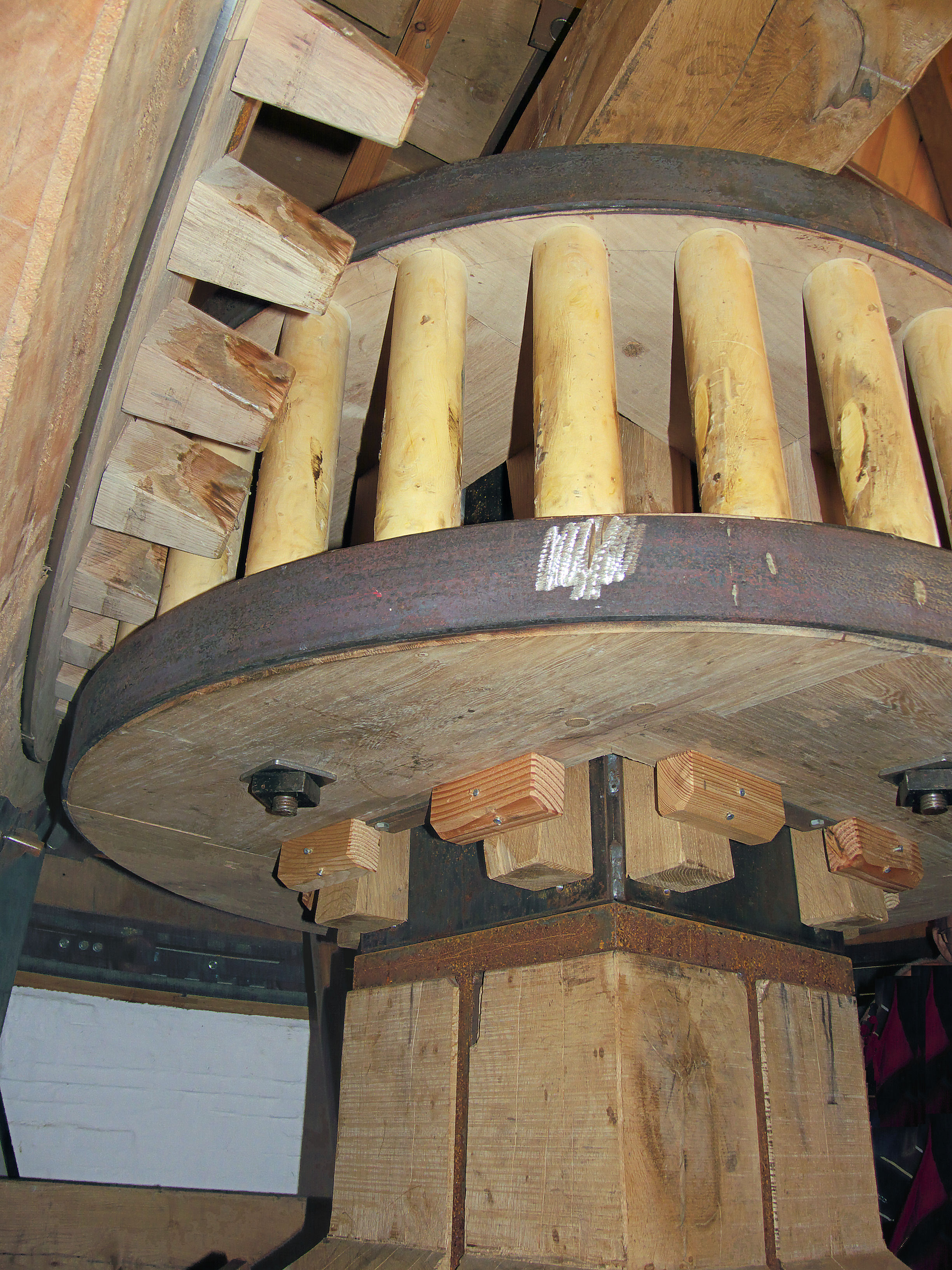
Bovenwiel met bovenschijfloop. De bovenschijfloop kan uit het werk gezet worden.
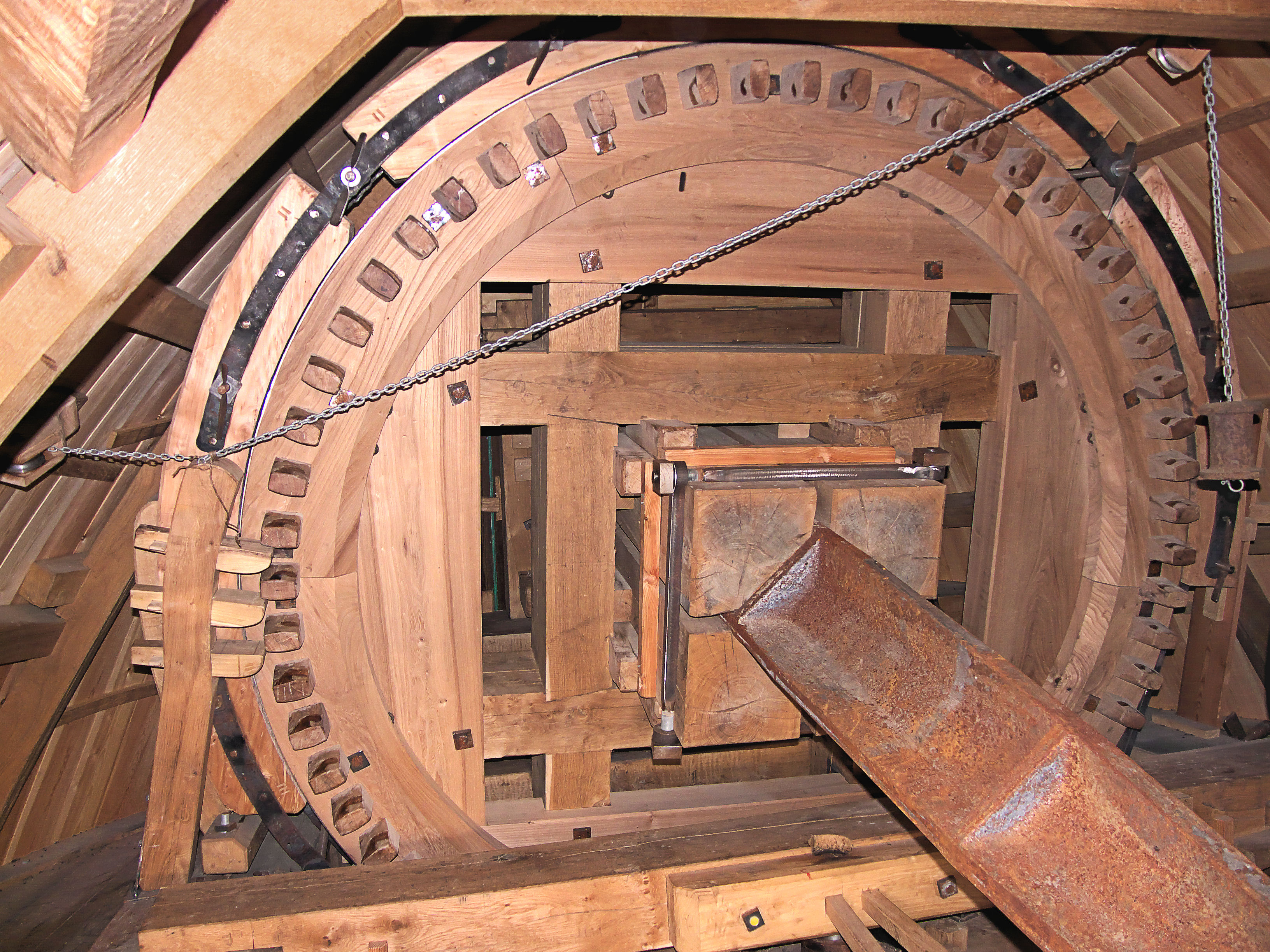
Bovenwiel
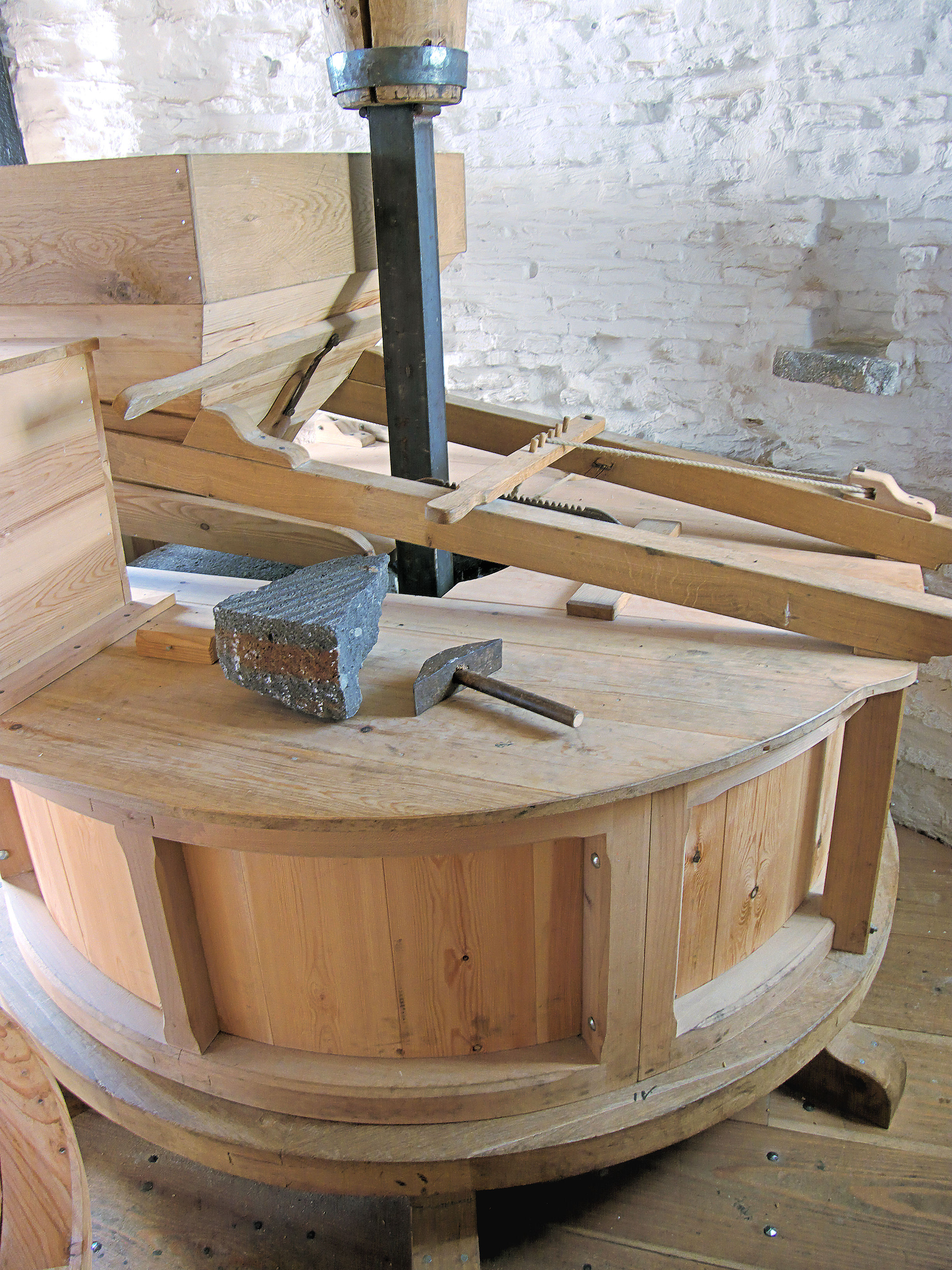
Maalkoppel met natuurstenen

### Oliemolen

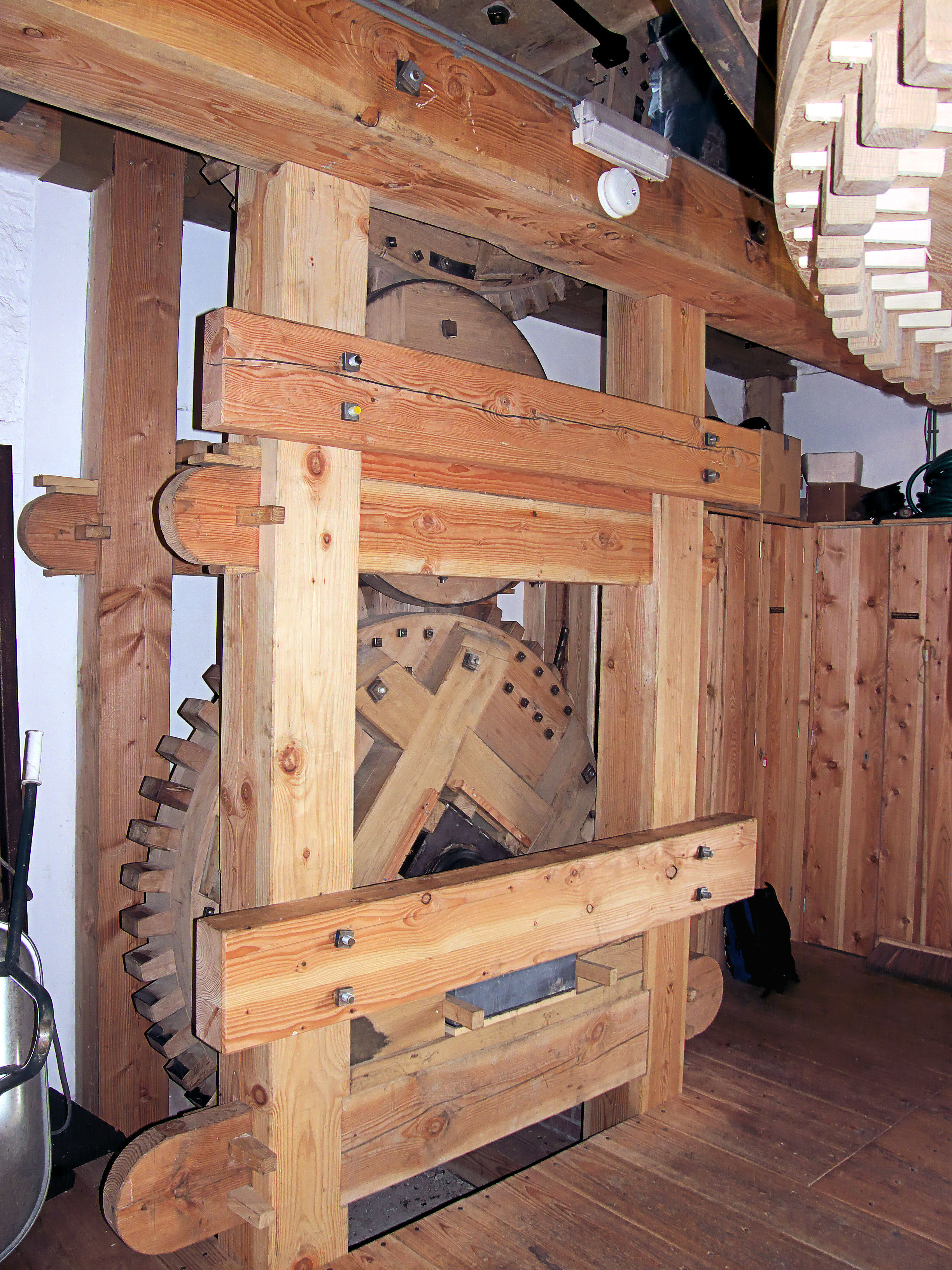
Aswiel met tussenrondsel en wentelwiel (rechtsboven steenwiel)
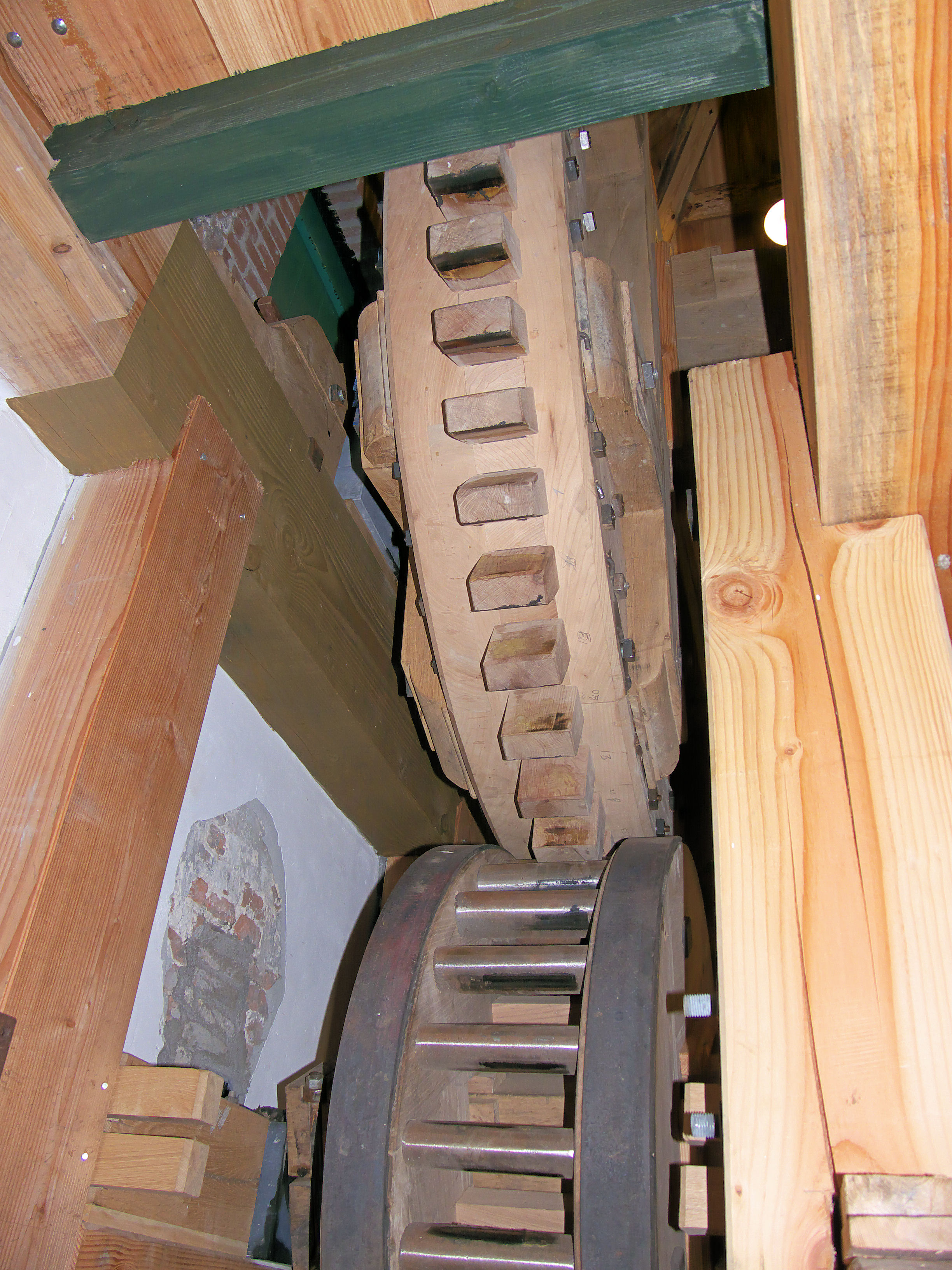
Tussenrondsel met wentelwiel
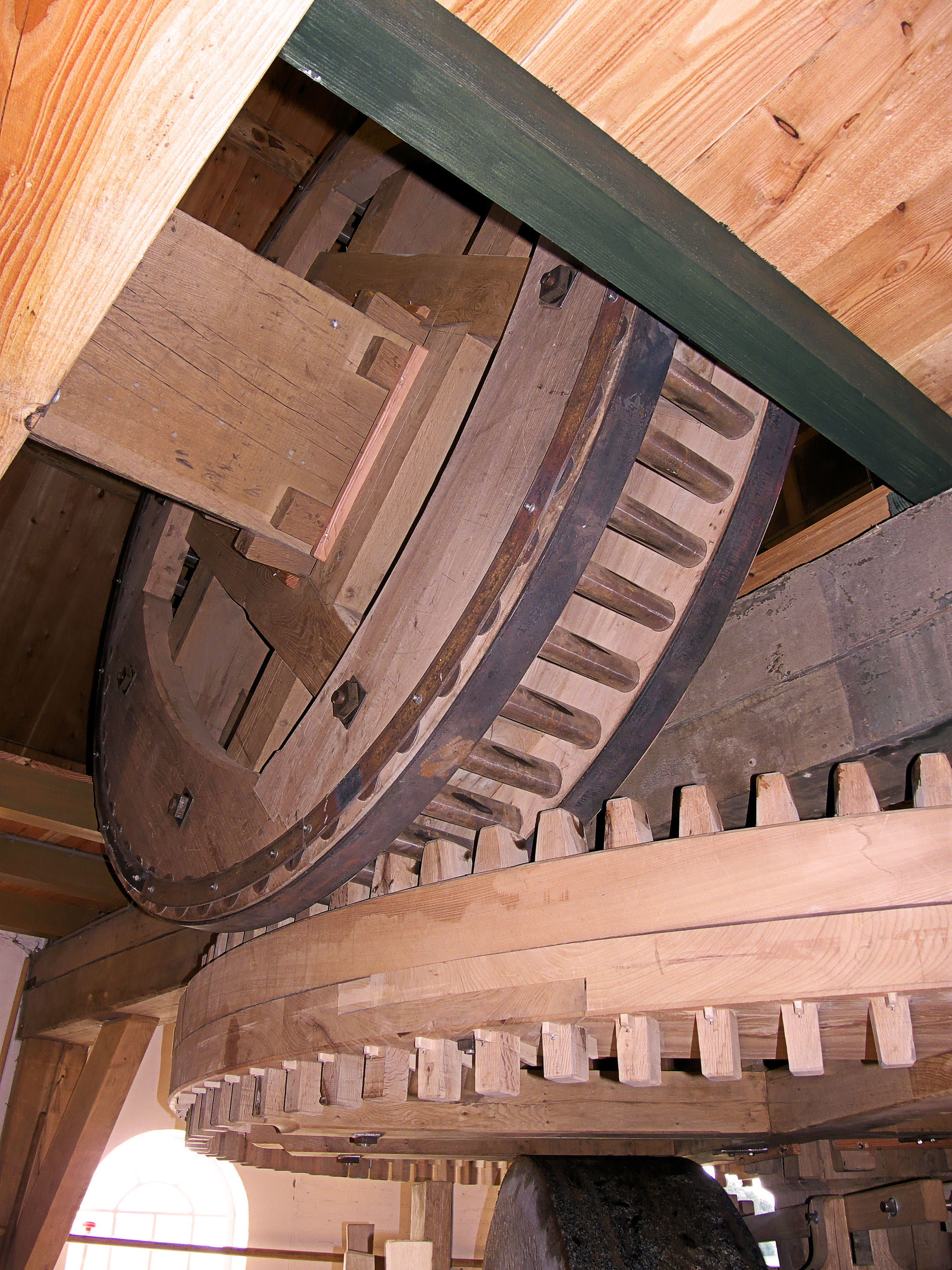
Wentelasrondsel met steenwiel
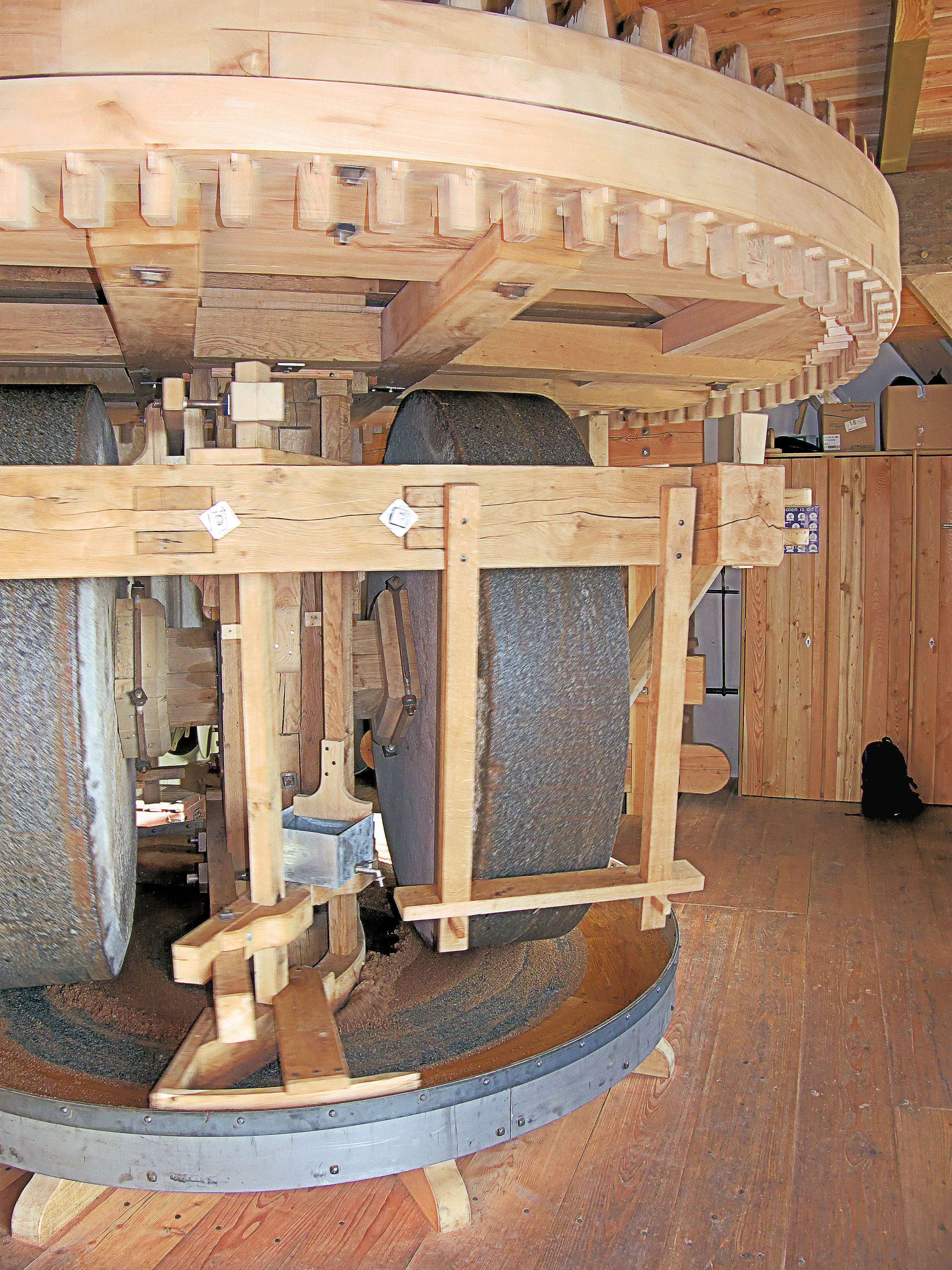
Kantstenen met steenwiel en koningsstrijker
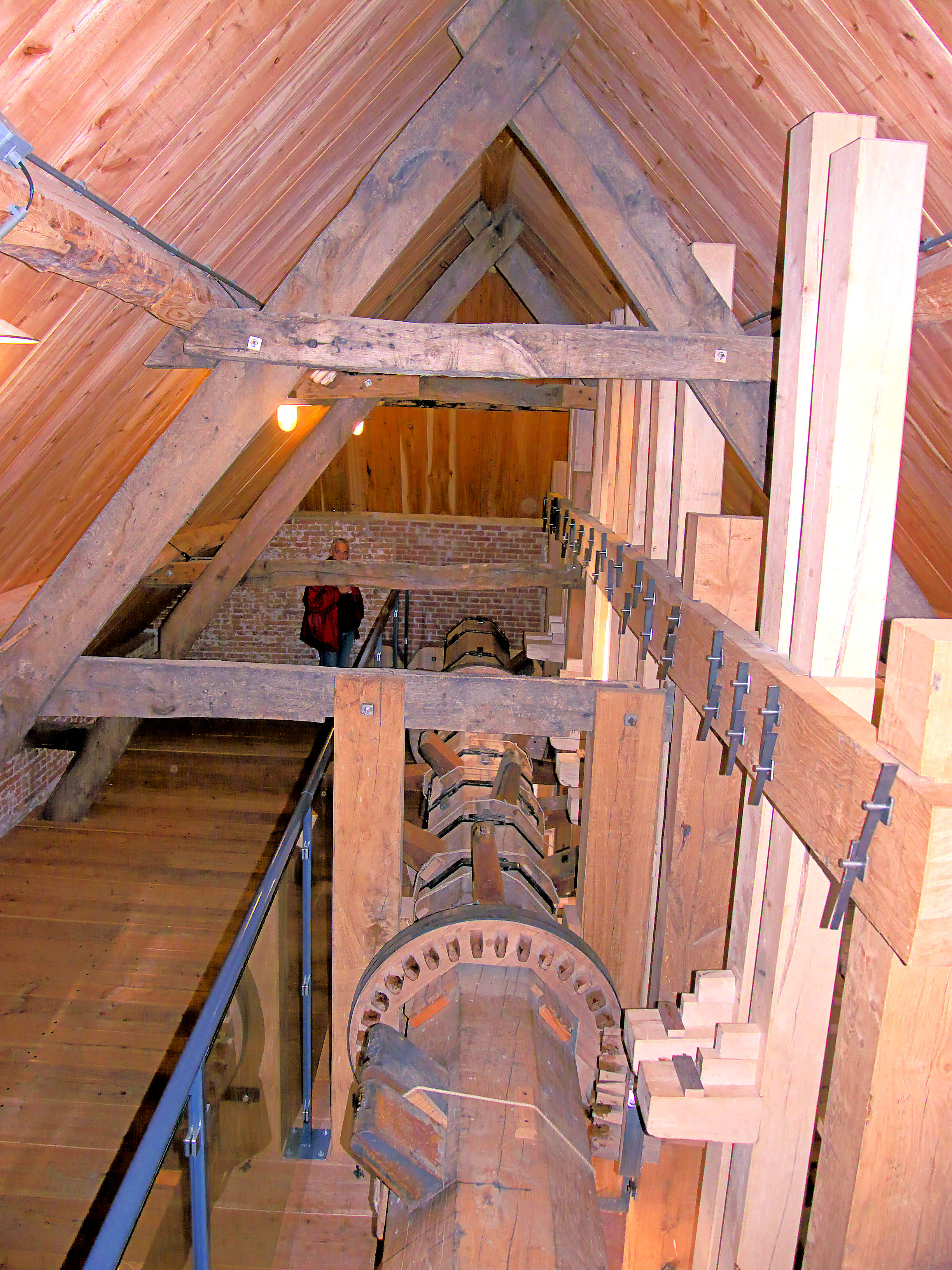
Wentelas
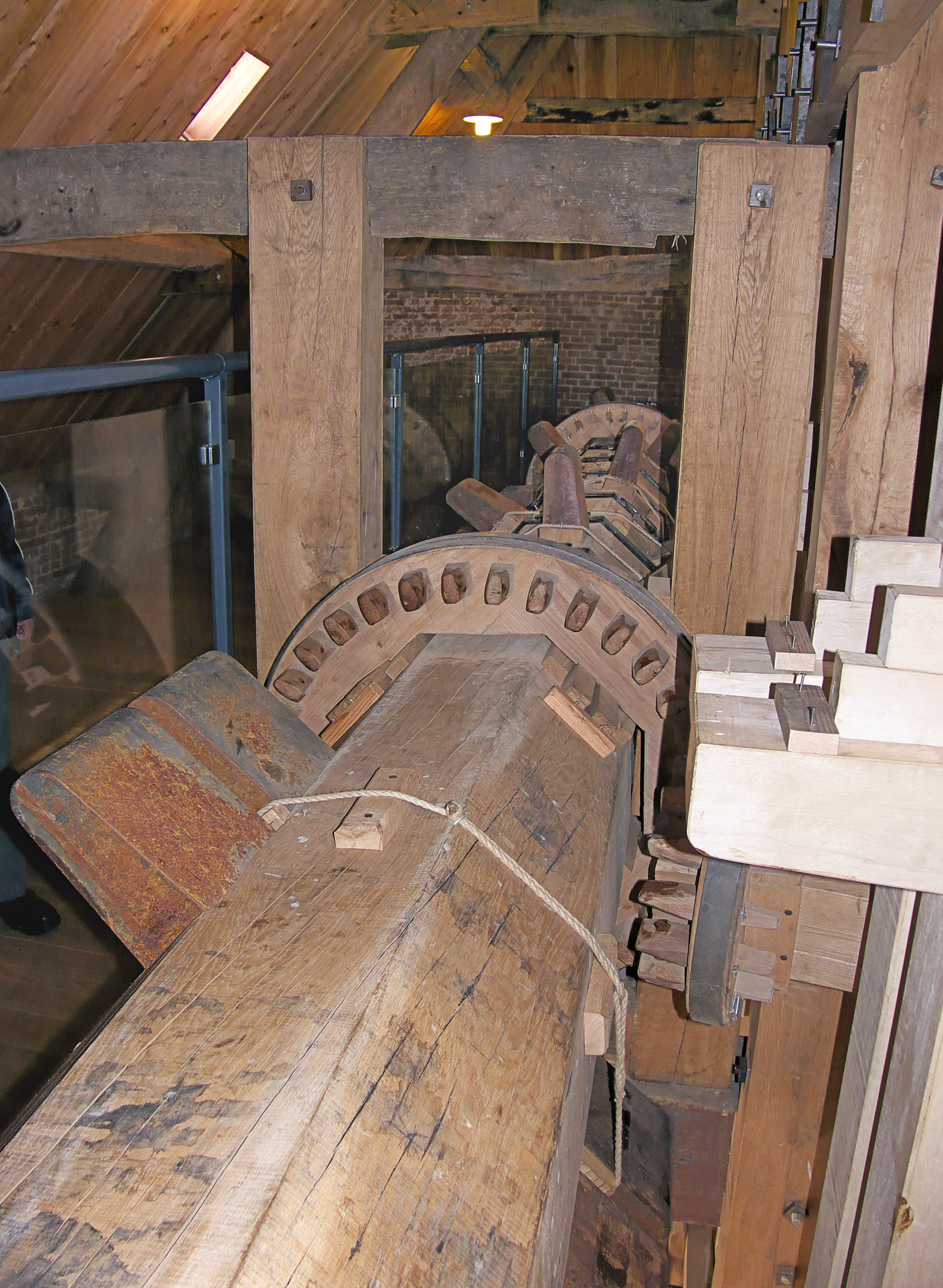
Wentelas met twee kransen
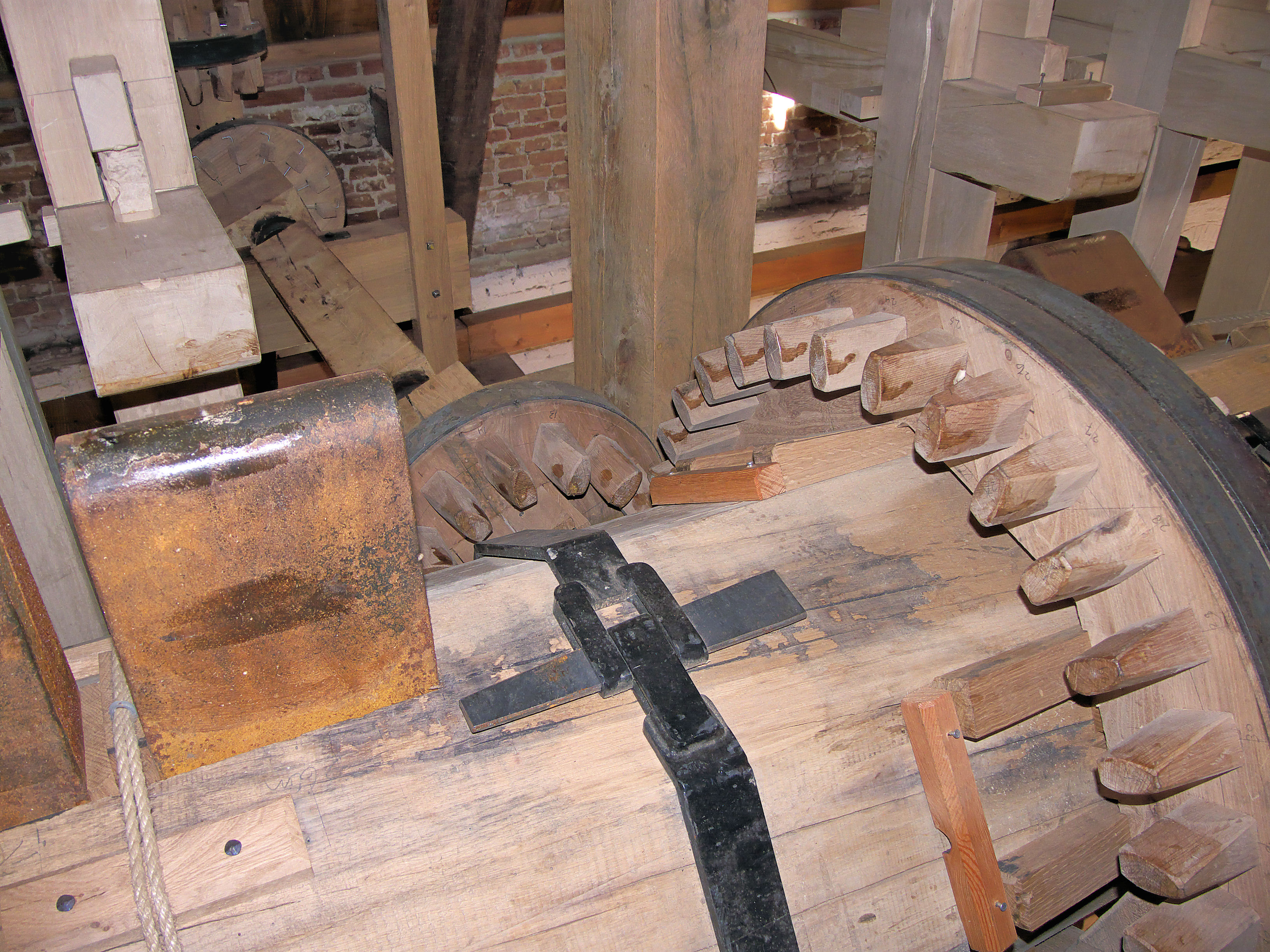
Wentelas met krans en ijzeren spaak
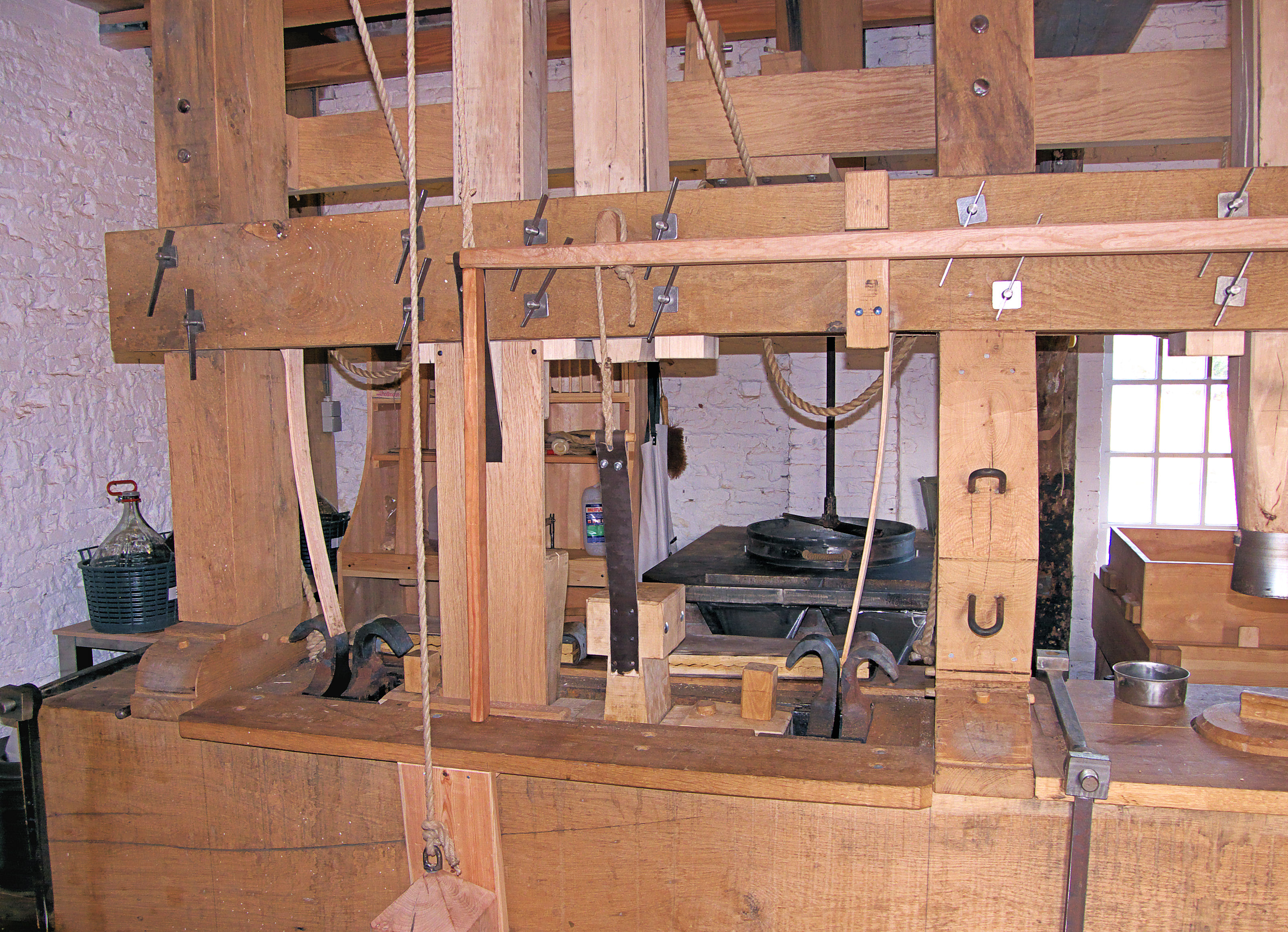
Laad met daarboven essenhouten veer
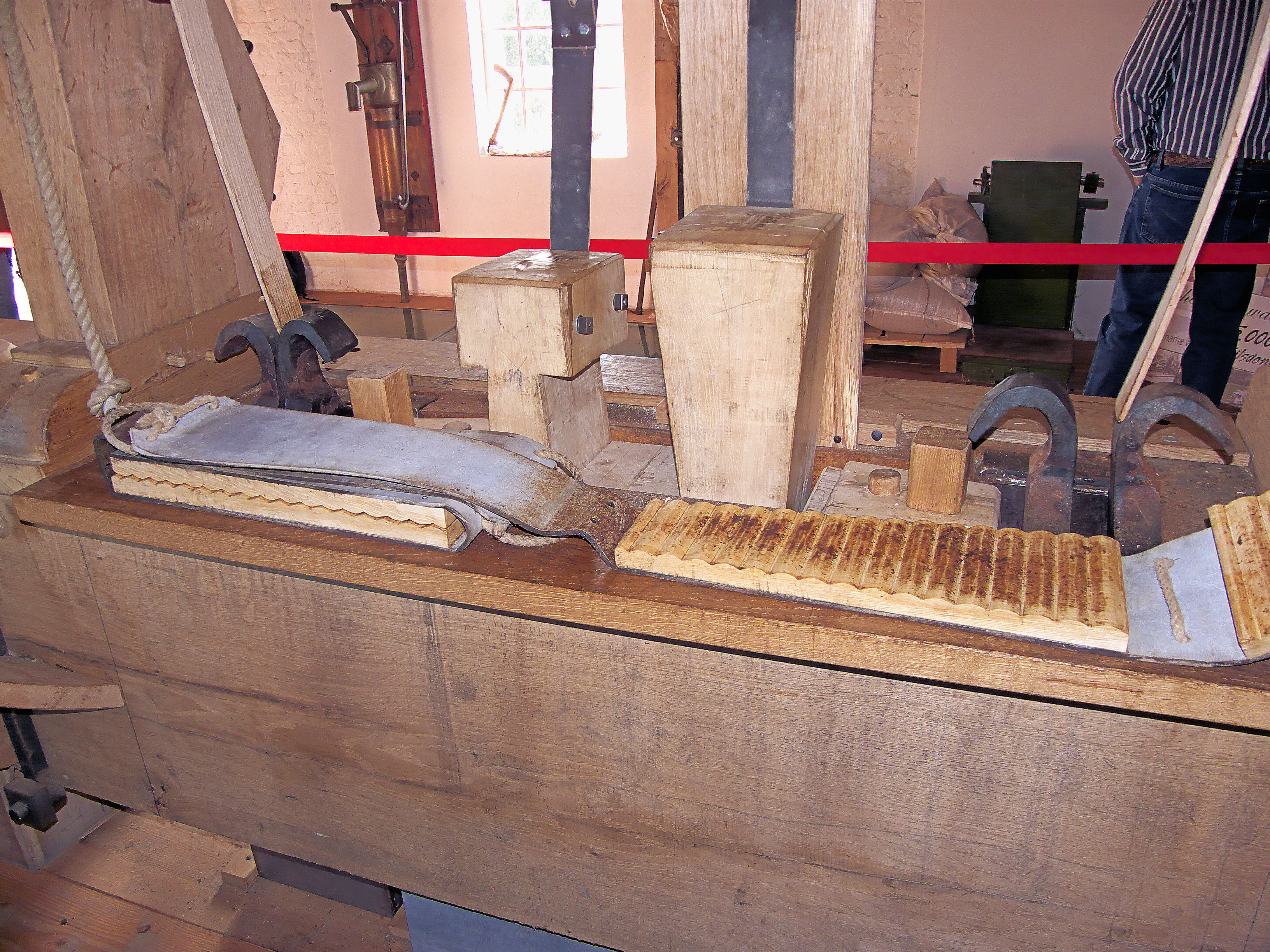
Houten persplank
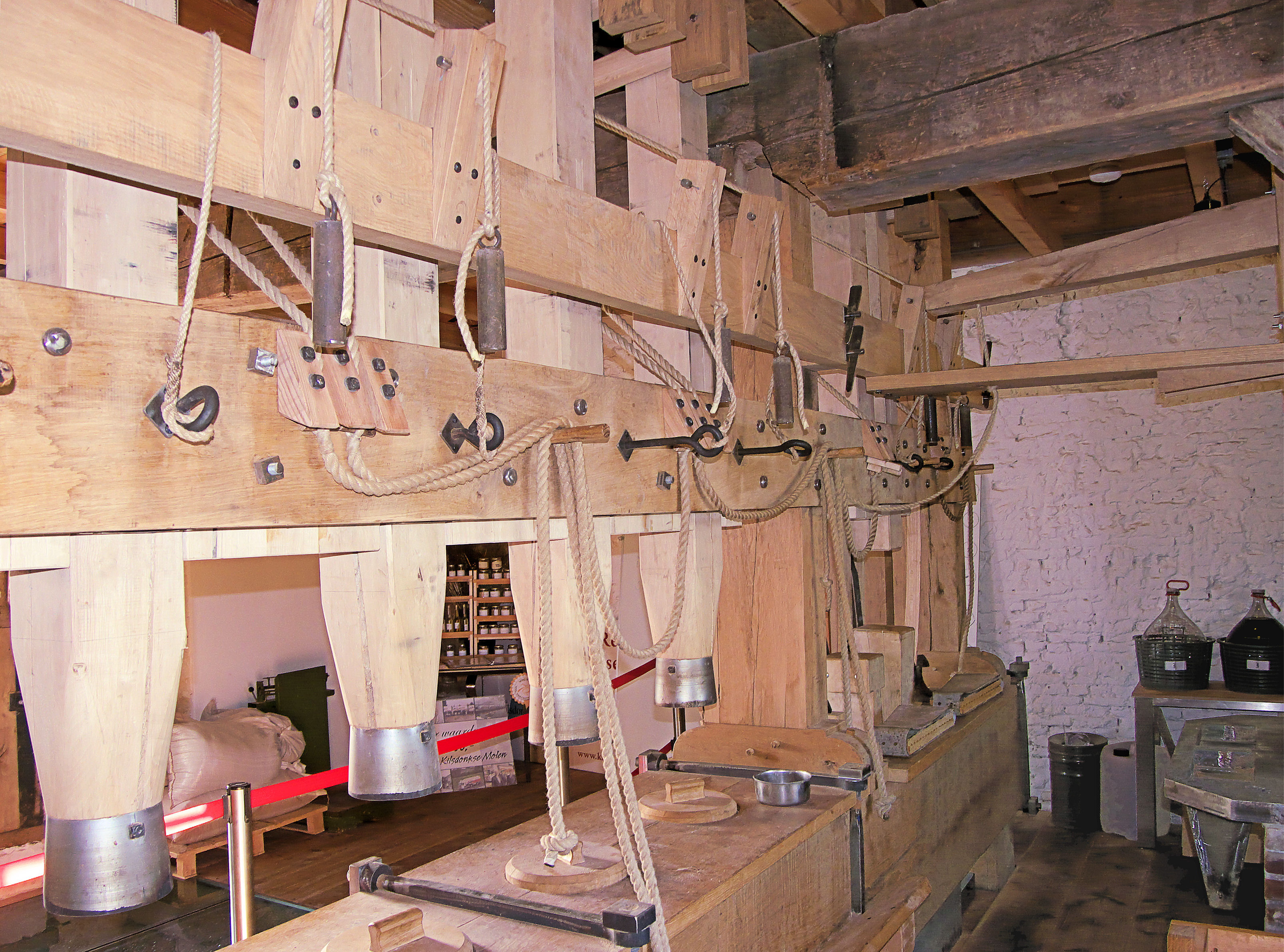
Stampers oliemolen
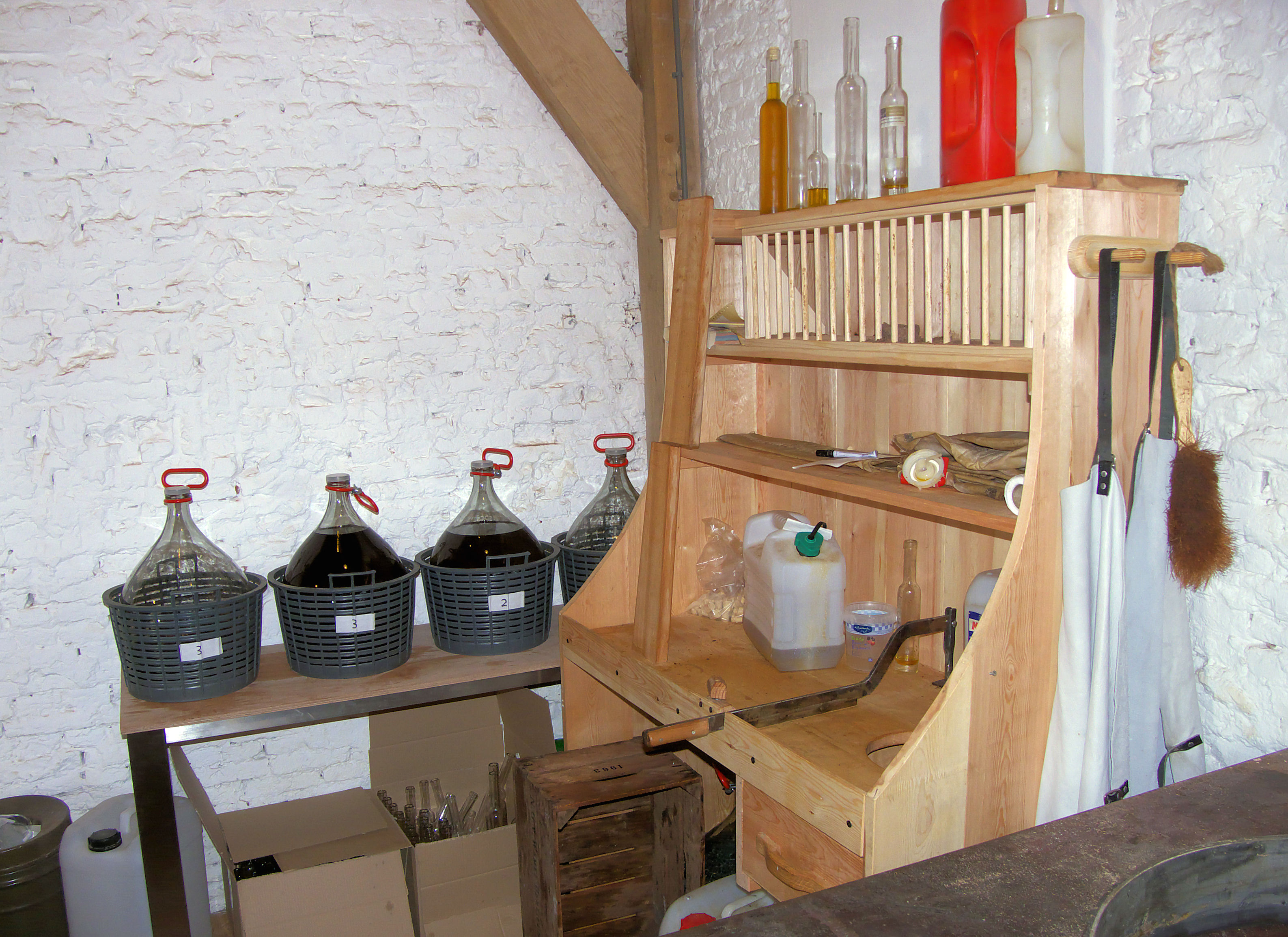
Afstrooptafel met koekenmes
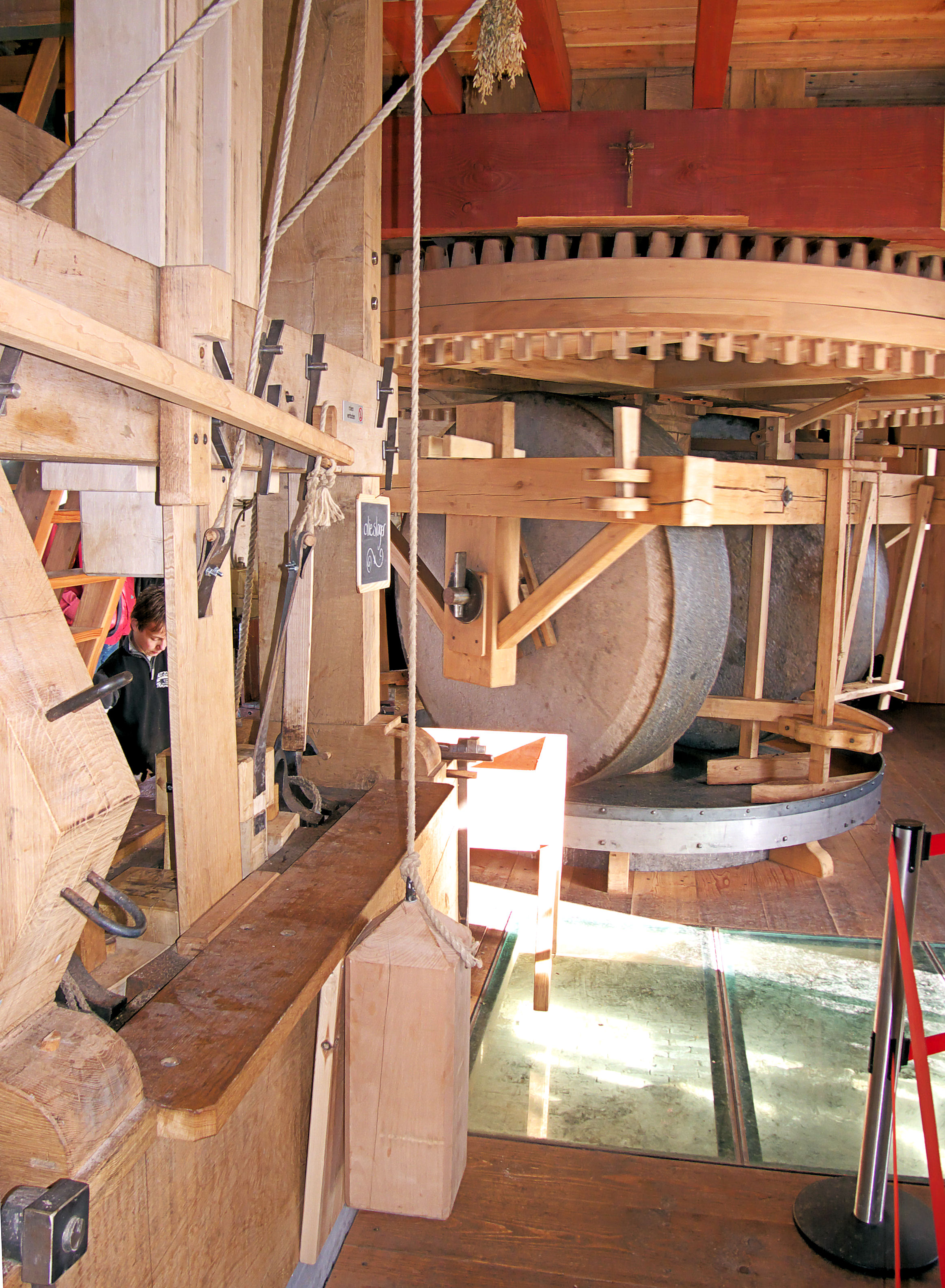
Kantstenen en links slagblok